# Константинович Микола Олександрович
Константинович Микола Олександрович (1844—1889) — український громадський та державний діяч, вчитель, член Київської громади.

## Життєпис
Народився у 1844 році в Чернігівській губернії. Мав старшого брата Митрофана. Навчався в Чернігівській гімназії, а після її закінчення у 1859 вступив до Київського університету св. Володимира 24.11.1861. В цей час починає брати участь в діяльності Київської громади.
З квітня 1861 р. почали випускати рукописний неперіодичний журнал «Самостійне слово». Видавали його О. Стоянов, О. Лашкевич та ін. М. Константинович входив до числа видавців. Цей журнал започаткував українську студентську пресу, що вийшла з кола українських студентів Київського університету. Журнал підкреслював потребу оборони української культури.
У 1864 закінчив історико-філологічний факультет. Після закінчення навчання працював учителем російської словесності у Рівненській гімназії. З 1865 р. — учитель історії та географії Чернігівських чоловічої та жіночої гімназій. Згодом був усунений з посади за рекомендацією міністра народної освіти Дмитра Толстого.
1866 — у співавторстві (разом з О. М. Лазаревським) пише «Обозрения Румянцевской описи Малороссии».
Сутінки українського громадського руху тривали аж до 1869 року, коли дехто повернувся до Києва, дехто налагодив своє життя, роботу, становище. Тоді знову й відкрилася Київська громада трохи в іншому складі, за інших умов, іншої організації. Насамперед увійшли в неї М. П. Драгоманов, М. В. Лисенко, В. Б. Антонович, П. Г. Житецький, М. П. Старицький, М. О. Костантинович, X. Т. Панченко, П. А. Косач, В. А. Рубинштейн, О. І. Лоначевський, І. Я. Рудченко, а потім К. П. Михальчук, Є. Є. Цвітковський, О. О. Русов та інші. Почалися завсідні й повсякчасні зібрання громадян «суботами», увечері, для обміркування справ і влаштування спільних робіт, спершу почергово то в Лисенка, то в Житецького, а далі й по інших квартирах. Надійшла нова доба українського громадського життя у Києві.
В другій половині 70-х рр. ХІХ ст. був членом Чернігівської губернської земської управи та керував земськими статистичними роботами. В 70-х роках ХІХ ст. статистичне бюро губернського земства було своєрідним культурним центром Чернігова. Громадські, інтелектуальні, культурно-мистецькі ініціативи виходили від статистиків — О. Шликевича, П.Червинського, М.Константиновича, але з липня 1876 року посаду статистика в Чернігові отримав О. Русов.
У 1876—1879 роках, перебуваючи на посаді земського гласного, разом із В. Савичем, І. Петрункевичем, О.Русовим боровся за розширення прав земств, впровадження конституційного ладу в Росії, виступав проти адміністративної сваволі.
У 1880—1884 рр. — директор Чернігівського міського громадського банку. У 1880 р. у Чернігівському земському повітовому зібранні М. Константинович зробив заяву про необхідність порушення клопотання про «права місцевого наріччя при викладанні у школі».
У 1883—1886 рр. — голова Чернігівської губернської земської управи, дійсний член, секретар та помічник голови Чернігівського губернського статистичного комітету. У 70-80-ті роки брав активну участь в організації і постановці аматорських вистав на українську тематику.
Помер у 1889 році в Чернігові.

## Характеристика сучасників
Олександр Лоначевський-Петруняка видавав гумористичний часопис «Помийниця». В одному з випусків ідеться про Олександра Лашкевича, заможного панича з київських Липок, і його приятелів — Миколу Константиновича і Петра Косача, чернігівців, між якими точилися «книжні розмови» та «юридичні сутички». Константинович до того ж не був байдужим до «смачної страви, трунків та лайки». До нього стосувалася загадка: «Вчиться — не навчиться, лається — не налається, їсть — не наїдається, п'є — не напивається», і про нього-таки сказано в «Соннику»: «Егда узриши въ видѣніи сонномъ мужа нѣкоего Константиновичемъ именуемаго, то на тотъ день берегися, ибо вмѣсто Господа Бога твоего, мамону поклонишася і чреву твоему послужити».

## Праці
1. «Самостійне слово» — неперіодичний журнал, 1861 (один із видавців)
2. «Обозрение Румянцевской описи Малороссии», Чернігів, 1866 (співавторство)